# Dorka (Vorname)
Dorka ist ein ungarischer weiblicher Vorname.

## Herkunft und Bedeutung
Der Name wird vor allem im Ungarischen verwendet und ist eine Verkleinerungsform von Dorottya.
Dorka ist die weibliche Form des lateinischen Namens Dorotheus, bedeutet Geschenk (von Gott) und möglicherweise eine Variante von Dorothea. 
Der Name verbreitete sich durch die heilige Dorothea im dritten und vierten Jahrhundert.

## Bekannte Namensträgerinnen
- Dorka Gryllus (* 1972), ungarische Schauspielerin